# 德普特福德
德特福德（英語：Deptford）是英國倫敦東南部的一個地區，在行政區劃上大部分屬於路厄斯罕倫敦自治市，小部分屬於格林威治皇家自治市。德特福德在1965年被劃入大倫敦地區。

## 外部連結
维基共享资源上的相關多媒體資源：德普特福德